# Ford C
| Ford C de 1936       |                               |
| Ford C de 1936       |                               |
| Fabricante           | Ford                          |
| Fábricas             | Reino Unido, España, Alemania |
| Carrocería           | Sedán                         |
| Producción           | 1934 – 1937                   |
| Sucesor              | Ford 7W                       |
| Motor                | 1172 cc                       |
| Potencia             | 32 CV a 4000 rpm              |
| Velocidad máxima     | 110 km/h                      |
| Transmisión          | Manual de 3 velocidades       |
| Longitud             | 3700 mm                       |
| Anchura              | 1450 mm                       |
| Altura               | 1600 mm                       |
| Distancia entre ejes | 2285 mm                       |
| Peso                 | 752 kg                        |
| Unidades producidas  | 70.533                        |

El Ford C (o Ford Modelo C) fue un automóvil producido en el Reino Unido por la empresa estadounidense Ford entre 1934 y 1937. El modelo también fue montado en Barcelona entre 1934 y 1936. La versión alemana, producida en Colonia en el mismo periodo recibió el nombre de Ford Eifel.

## Características
El vehículo equipaba una versión más grande del motor de válvulas laterales del Ford modelo Y, con una cilindrada incrementada hasta los 1172 cc al ensanchar el diámetro de 56,6 mm a 63,5 mm, pero manteniendo su carrera en 92,5 mm. El motor estándar desarrollaba 32 cv de potencia a 4000 rpm. Este motor tuvo una larga vida, siendo instalado por diversos constructores de vehículos deportivos y por la propia Ford en otros modelos hasta 1962. La suspensión era la tradicional de Ford, con ballestas transversales y ejes rígidos delante y detrás, como era habitual en el modelo Ford T. La caja de cambios era manual de 3 velocidades.
Además de las versiones de dos y cuatro puertas, también se produjo un modelo descapotable.
La velocidad máxima alcanzada por el vehículo era de 110 km/h.
A mediados de 1935 el Modelo C recibió algunas mejoras y se comercializó con el nombre de CX.